# Socialpedagog
Socialpedagog är en yrkesutbildning på folkhögskola eller en universitetsutbildning som leder fram till en filosofie kandidatexamen.
Socialpedagoger kan arbeta som exempelvis socialsekreterare, kuratorer, kanslister, inom skola och omsorg. Socialpedagoger arbetar ofta som behandlingsassistenter inom HVB-hem.